# Farkas Henrik (fizikus)
Farkas Henrik (Noszvaj, 1942. szeptember 15. – Budapest, 2005. július 21.) magyar fizikus, egyetemi tanár (BME Kémiai Fizika Tanszék), a hazai erőszakellenes és hadkötelezettség-ellenes civil mozgalmak kiemelkedő alakja.

## Élete
Az általános iskolát Noszvajon végezte, majd az egri Dobó István Általános Gimnáziumban érettségizett kitűnő eredménnyel. Diplomáját a debreceni Kossuth Lajos Tudományegyetem Természettudományi Karán summa cum laude szerezte. Ugyan itt szerzett egyetemi doktori címet 1968-ban. Közben 1968-tól tanársegéd, majd 1969-től adjunktus a Budapesti Műszaki Egyetemen. 1975-ben a fizikai tudományok kandidátusa. 1978-tól a BME docense. 1994-ben szerezte nagydoktori címét. 1995-ben PhD oklevelet is szerzett és ezzel egyidőben habilitált. Szakterülete a termodinamika volt.
Farkas Henrik alapítója és szóvivője volt az 1991-ben alakult Erőszakellenes Fórumnak. Kezdeményezője és ugyancsak szóvivője volt a Hadkötelezettséget Ellenzők Ligájának, mely 2004-re elérte az általános sorkötelezettség megszüntetését (felfüggesztését). Békemozgalmi tevékenysége mellett szociális kérdésekben és más közéleti témákban is publikált (többek között a Népszabadságban).

## Kitüntetések, elismerések
- 2002. október 23. – A Honvédelemért kitüntető cím I. osztálya. Adományozta: Juhász Ferenc honvédelmi miniszter